# Александра Божић
Александра Божић (Одеса, 1917. – Београд, 1944.) била је српска сликарка.

## Биографија
Александра Божић је уметничку школу завршила у Београду 1938. Сликала је портрете, eнтеријер, фигуру и пределе. Учествовала је на групним изложбама.

Самостално је излагала 1940. у Београду. О овој изложби у Малој сали Уметничког павиљона (од 29. децембра 1940. до 10. јануара 1941.), колумниста Уметничке хронике Београдских општинских новина Звонимир Кулунџић, написао је између осталог:
Палета г-ђице Александре Божић веома је богата, весела и чиста. Њени пејзажи — особито „Околина Књажевца", „Пашино Брдо" и „Виноград" — управо трепере од ваздуха и богатства боја. То су заиста искрено проосећана и солидно простудирана дела, у којима се осећа по нешто од топлоте и влаге нашег поднебља. И то специфично нашег, упркос томе што се у њима осећа далеки утицај Бонара, Писароа и Сислеја. Осећа се код ње и утицај импресионизма, али не као манира, као моментане моде, него као добре школе у којој је она солидно научила шта је то ваздух и колики је његов значај у сликарству."
Александра Божић погинула је у борбама за ослобођење Београда.